# كافوسي فرانكلين
كافوسي فرانكلين (بالإنجليزية: Kavossy Franklin)‏ مواليد 18 يوليو 1975 في هيوستن، هو لاعب كرة سلة أمريكي معتزل. بدأ مسيرته الاحترافية في سنة 1999. اعتزل اللعب في 2010.

## المسيرة الاحترافية
لعب مع سيدني كينجز في الدوري الأسترالي في موسم 2002–2003، ثم لعب مع سكايلاينرز فرانكفورت في الدوري الألماني في موسم 2005–2006، ثم لعب مع إلوارا هوكز في الدوري الأسترالي في موسم 2007–2008.

## روابط خارجية
- كافوسي فرانكلين على موقع كلية كرة السلة في سبورتس رفرنس.كوم (الإنجليزية)
- كافوسي فرانكلين على موقع بروبوليرز (الإنجليزية)